# Friedmar Kühnert
Friedmar Kühnert (* 16. November 1924 in Dreißigacker; † 18. September 2002 in Jena) war ein deutscher Klassischer Philologe.

## Leben und Leistungen
Friedmar Kühnert studierte an der Friedrich-Schiller-Universität Jena, mit der er sein Leben lang verbunden sein sollte. Er wurde dort 1951 mit der Arbeit Die Tendenz in Quintilians Institutio oratoria promoviert, die Habilitation erfolgte 1957 mit der Arbeit Allgemeinbildung und Fachbildung in der Antike. 1958 wurde er Universitätsdozent, 1961 Professor mit Lehrauftrag und 1963 Professor mit vollem Lehrauftrag, später zum Professor mit Lehrstuhl. Seit 1961 war Kühnert zudem Direktor des Instituts für Altertumskunde. Mitglied der Sächsischen Akademie der Wissenschaften wurde er 1974. 1981 wurde er pensioniert. Nachfolger als Institutsdirektor wurde der Archäologe Ernst Kluwe. Kühnert war in zweiter Ehe mit Barbara Zuchold verheiratet.
Kühnert erwarb sich insbesondere Verdienste bei der Organisation und dem Erhalt des Instituts für Altertumskunde, seit der Hochschulreform 1969 Institut für Altertumswissenschaften der Jenaer Universität, und galt als weitestgehend integere Persönlichkeit. Wissenschaftlich beschäftigte er sich vorrangig mit der Bildung in der antiken Welt, als Latinist insbesondere im Römischen Reich. Er arbeitete an Großprojekten der DDR-Altertumswissenschaft wie dem Lexikon der Antike oder der Kulturgeschichte der Antike mit.

## Schriften
- Allgemeinbildung und Fachbildung in der Antike. Akademie, Berlin 1961 (Schriften der Sektion für Altertumswissenschaft, Band 30).
- Herausgeber mit Heinz Kreißig: Antike Abhängigkeitsformen in den griechischen Gebieten ohne Polisstruktur und den römischen Provinzen. Actes du Colloque sur l’Esclavage, Iéna, 29 septembre – 2 octobre 1981. Akademie, Berlin 1985 (Schriften zur Geschichte und Kultur der Antike, Band 25).
- Volker Riedel (Hrsg.): Bildung und Redekunst in der Antike. Kleine Schriften. Friedrich-Schiller-Universität, Institut für Altertumswissenschaften, Jena 1994.